# Транслатор
Транслатор в информатиката е компютърна програма, която преобразува програма от един формален компютърен език (т.н. входен език) на друг формален компютърен език (т.н. изходен език). Когато входният език е от високо ниво (например Ada, C, Java), а изходният – от ниско (машинен език или байт-код), транслаторът се нарича компилатор. Когато входният език е от ниско ниво, а изходният е машинен език, тогава транслаторът се нарича асемблер. Има и транслатори, които превеждат от един език от високо ниво на друг език от високо ниво – те най-често се наричат конвертори.